# 巴雷利

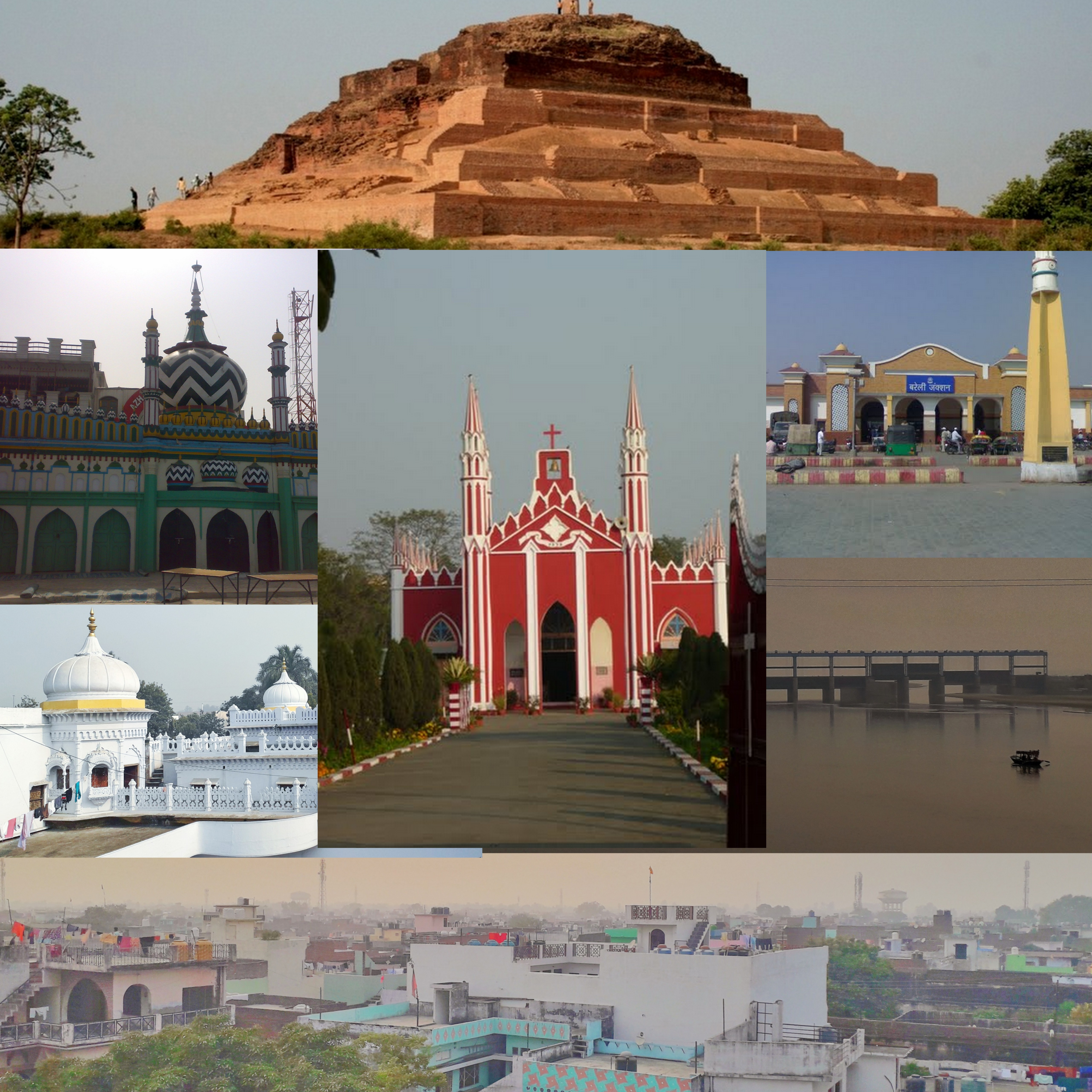
Bareilly Montage

巴雷利是印度北方邦的一座城市，巴雷利县首府，同时也是巴雷利专区的首府。地处恒河支流拉姆根加河河畔。巴雷利是一个家具制造业中心，同时也是周边地区棉花、谷物和糖等农产品的交易中心。巴雷利历史悠久，历史上该地曾经是古印度十六大国之一——般阇罗的统治中心。